# ザック・シャダ
ザック・シャダ（Zack Shada、1992年11月25日 - ）は、アメリカ合衆国の俳優・声優。

## 出演作品
- アドベンチャー・タイム（フィン）